# Claudia Andujar

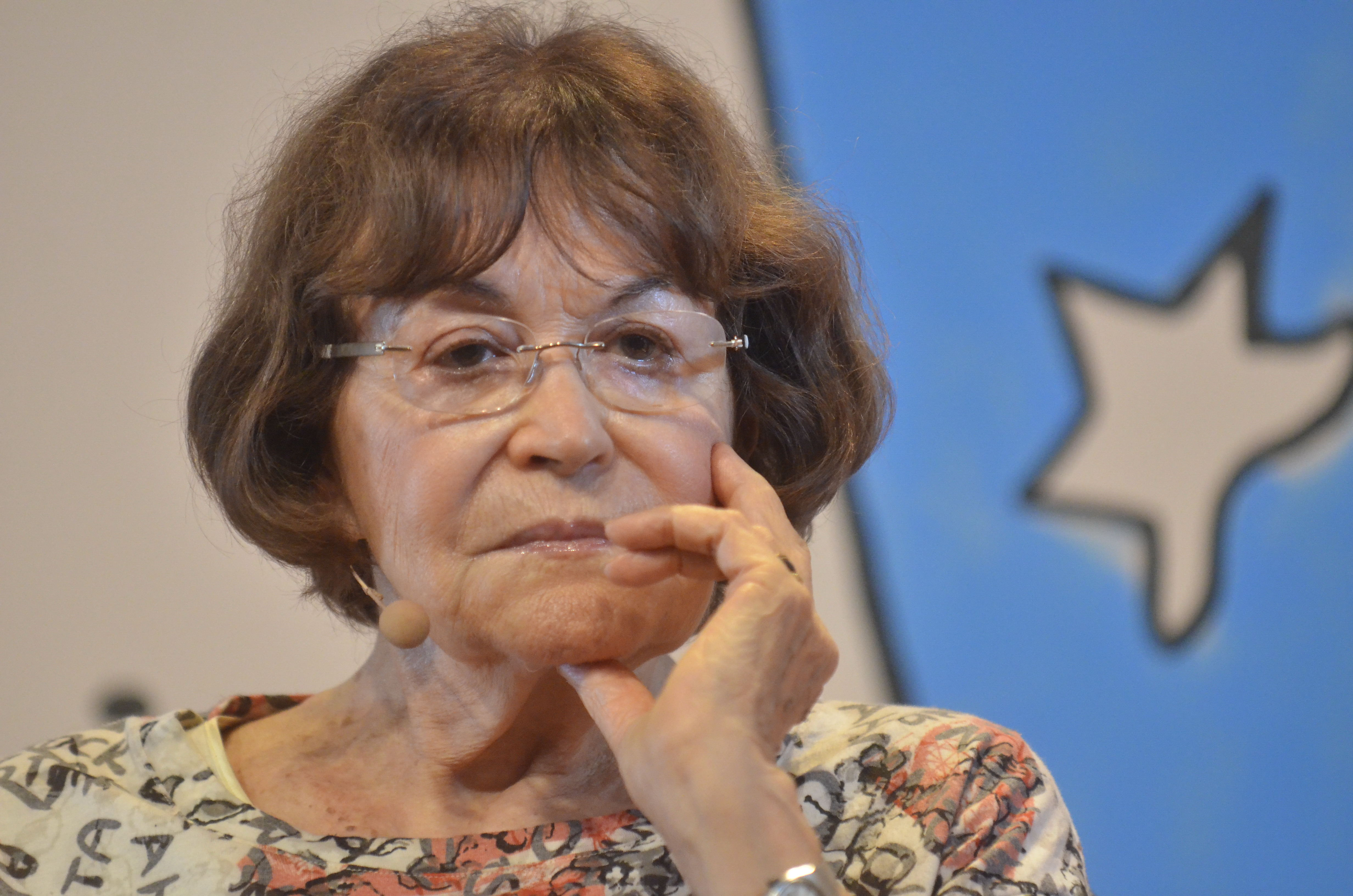
Claudia Andujar (Fernando Frazão/Agência Brasil).

Claudia Andujar, eigentlich Claudine Haas (* 22. Juni 1931 in Neuchâtel, Schweiz), ist eine schweizerisch-brasilianische Fotografin, Fotokünstlerin und Menschenrechtlerin. Ihr Leben widmet sie dem Fotografieren und dem Schutz der Yanomami-Indigenen in Brasilien.

## Leben
Claudia Andujar entstammt einer jüdischen Familie väterlicherseits und verbrachte ihre Kindheit in Nagyvárad, im rumänischen Transsilvanien und in Ungarn;  ihr Vater und die meisten Verwandten väterlicherseits wurden 1944 im KZ Dachau ermordet. Sie floh mit ihrer Mutter über Österreich in die Schweiz, von dort 1945 weiter in die USA zu einem Onkel, von dort wiederum nach Brasilien, wo Claudia später nachfolgte.
In den USA studierte sie am Hunter College in New York Humanwissenschaften. Während ihres Aufenthaltes in New York interessierte sich das MoMA für ihre Bilder und ermöglichte ihr eine Fotoserie im Magazin Look sowie eine Aufnahme eines Teils ihrer Fotos in deren Fotobestand. Auch für das Magazin Life und die New York Times arbeitete sie.
Seit 1955 lebt sie in Brasilien. Da sie anfangs kein Portugiesisch sprach, war die Kamera ihre Möglichkeit, mit den Menschen zu kommunizieren. Sie arbeitete eine Zeit lang als Englischlehrerin, um sich damit über Wasser zu halten.
1956 reiste sie erstmals zu einem indigenen Volk, das sie fotografierte: dem Volk der Karajá, wo sie einige Wochen lebte.
In den 1960er Jahren begann sie mit Fotografien von Aufmärschen der katholischen Reaktion kurz vor dem Militärputsch gegen Präsident João Goulart. Die Militärdiktatur verbot ihr zwischen 1977 und 1978 die Arbeit bei einem linken Magazin und die Veröffentlichung von Bildern und Fotografien.
Die 1970er Jahre waren auch geprägt von Landschaftsaufnahmen im Bundesstaat Roraima und im Amazonasgebiet sowie in der bekannten Rua Direita in São Paulo, wo sie, auf der Strasse sitzend, Passanten fotografierte. Bis 1971 war sie Fotoredakteurin beim brasilianischen Magazin Realidade, das später durch die Militärdiktatur verboten wurde.
2007 war Andujar Teilnehmerin an der Kunstbiennale von São Paulo. Das Kulturzentrum in Brumadinho hat ihr im November 2015 einen eigenen Pavillon, die Galeria Claudia Andujar, gewidmet.
2017 fand die erste Ausstellung «Morgen darf nicht gestern sein», die einen Ausschnitt ihres Gesamtwerkes in Europa zeigt, im Museum für Moderne Kunst in Frankfurt am Main statt.
Eine enge Freundschaft verband Andujar mit der Stararchitektin Lina Bo Bardi. Sie war zweimal verheiratet, unter anderem lange mit einem US-amerikanischen Fotografen.
Andujar ist Mahnerin für Umwelt, die Rechte indigener Völker vor allem in Brasilien und möchte mit ihrem Werk auch auf die Gefahren für Brasilien in der Gegenwart hinweisen.
Ihr Gesamtwerk umfasst etwa 60'000 Fotografien, die sich in diversen Fotoabteilungen grosser und bekannter Museen und Galerien befinden, so im George Eastman House.
Andujar lebt und arbeitet in São Paulo.
Die brasilianische Dokumentation A estrangeira („Die Ausländerin“) zeichnet ihren Weg von Europa nach Brasilien nach.

## Claudia Andujar und das Volk der Yanomami
Seit den 1970er-Jahren fotografierte sie intensiv eines der bedeutendsten indigenen Völker Brasiliens, die Yanomami. Dort setzte sie sich für deren Schutz und Impfung ein und legte umfangreiche Fotoserien der Bewohner diverser Dörfer an, die später die Grundlage für Ausstellungen liefern sollten. Ihr Aufenthalt bei den Yanomamis war von 1971 bis 1978, bis die Militärregierung sie vertrieb. Sie war vor allem bei den Yanomamis am Rio Catrimani, einem Nebenfluss des Rio Branco, tätig.
1978 plante die brasilianische Regierung den Bau von Straßen, die die Yanomami-Indigenen auf einige kleine Stücke Land zurückgedrängt hätten. Daraufhin  startete sie eine Kampagne für ein zusammenhängendes Schutzgebiet für die Yanomami und gründete mit anderen die Hilfsorganisation «Comissão pela criação de parque Yanomami», die sich für die Errichtung eines Parkes zum Schutze dieses Volkes und der dazugehörigen Natur starkmachte. Später wurde die Organisation in «Comissão Pró-Yanomami-CCPY» umbenannt. Unterstützt wurde sie unter anderem von dem Missionar Carlo Zaquini, dem Anthropologe Bruce Albert und der Organisation Survival International.
Mit ihrer Serie Marcados („Die Markierten“), die im Zug der Impfaktion in den 1980er Jahren entstand, schuf sie Schwarzweiss-Porträts der Indigenen für deren Impfpass. Später wurden dies die bekanntesten und intimsten Fotos, die jemals über dieses Volk gemacht wurden. Gleichzeitig erinnern die Nummern, die den Indigenen mangels ihrer Namen gegeben wurden und die sie auf den Fotos an Ketten um den Hals tragen, damit man sie wiedererkennen konnte, an die Nummerierung der Häftlinge in den deutschen KZs vor deren Ermordung. Andujar beschrieb ihre Fotos vor diesem Hintergrund selbst wie folgt: „Das waren für mich die für den Tod Markierten. Was ich versucht habe mit den Yanomami zu machen, war, sie für das Leben, für das Überleben zu markieren.“
Der Kampf für die Yanomami war für die Ethnie und die Künstlerin erfolgreich: Präsident Fernando Collor de Mello erklärte dank dem jahrelangen Kampf der Künstlerin 1991 ein Gebiet von 9,6 Millionen Hektar zum Schutzgebiet für die Yanomamis.
Im Lauf der Jahre entstanden einige Einzelausstellungen ihrer Bilder, so in São Paulo, Recife, Madrid und Buenos Aires.

## Rezeption
- Ausstellung Deichtorhallen Hamburg 9. Februar bis 11. August 2024: The End of the World[4]
- Ausstellung Claudia Andujar - Der Überlebenskampf der Yanomami, Fotomuseum Winterthur, 23. October 2021 bis 13. Februar 2022[5]

## Auszeichnungen (Auswahl)
- 2000: Cultural Freedom Prize der Lannan Foundation
- 2008: Ehrung durch das brasilianische Kulturministerium für ihre künstlerischen und kulturellen Verdienste
- 2018, für ihren Einsatz für die Landrechte der Yanomami: Goethe-Medaille[6], zusammen angenommen mit dem Yanomami-Schamanen Davi Kopenawa[7]